# ターヌムの岩絵群
ターヌムの岩絵群（ターヌムのいわえぐん）は、スウェーデン西部の町ターヌムスヘーデ（Tanumshede ）周辺に残る岩石線画群で、ユネスコの世界遺産リストに登録されている。

## 位置
ターヌムスヘーデは、スウェーデン西部のヴェストラ・イェータランド県ブーヒュースレーン地方にある人口1600人の町である。この町には青銅器時代の岩石線画の刻まれた平面岩としては、スカンジナビア半島で最大級のVitlyckehällがある。それは1972年にAge Nilsenによって発見されたが、彼はもともと建設工事中で発破を仕掛けようとして偶然発見したのだった。
100枚ほどのパネル画に約3000の岩石線画が描かれている。集中しているのは青銅器時代にフィヨルドの岸辺にあたっていた25kmほどのライン沿いの地域で、5つの区域に分類ができる。それらの面積は0.51km2 ほどである。
青銅器時代から鉄器時代にスカンジナビア半島で暮らしていた人々は、洗練された木材加工技術を持ち、舟を使った移動にも長けていた（なお、スカンジナビア半島における青銅器時代はおおよそ紀元前1800年から前600年ころである）。実際、岩石線画には、Hjortspring boat型の長い舟を描いたものや、荷車の類を描いたものもある。
弓を持った狩人が描かれているものもあれば、狩猟の情景を描いたものもある。農作業に従事する人を描いたものもあり、2頭の牛に枝状のものを牽かせて耕作している絵もある。
岩石線画は危機遺産に登録されていないものの、環境汚染による侵食のせいで、劣化している。この事態に対して、観光客に見えやすいようにと赤い染料で塗り直したものもあり、考古学者の狼狽を駆った。

## 登録基準
この世界遺産は世界遺産登録基準のうち、以下の条件を満たし、登録された（以下の基準は世界遺産センター公表の登録基準からの翻訳、引用である）。
- (1) 人類の創造的才能を表現する傑作。
- (3) 現存するまたは消滅した文化的伝統または文明の、唯一のまたは少なくとも稀な証拠。
- (4) 人類の歴史上重要な時代を例証する建築様式、建築物群、技術の集積または景観の優れた例。

## ギャラリー

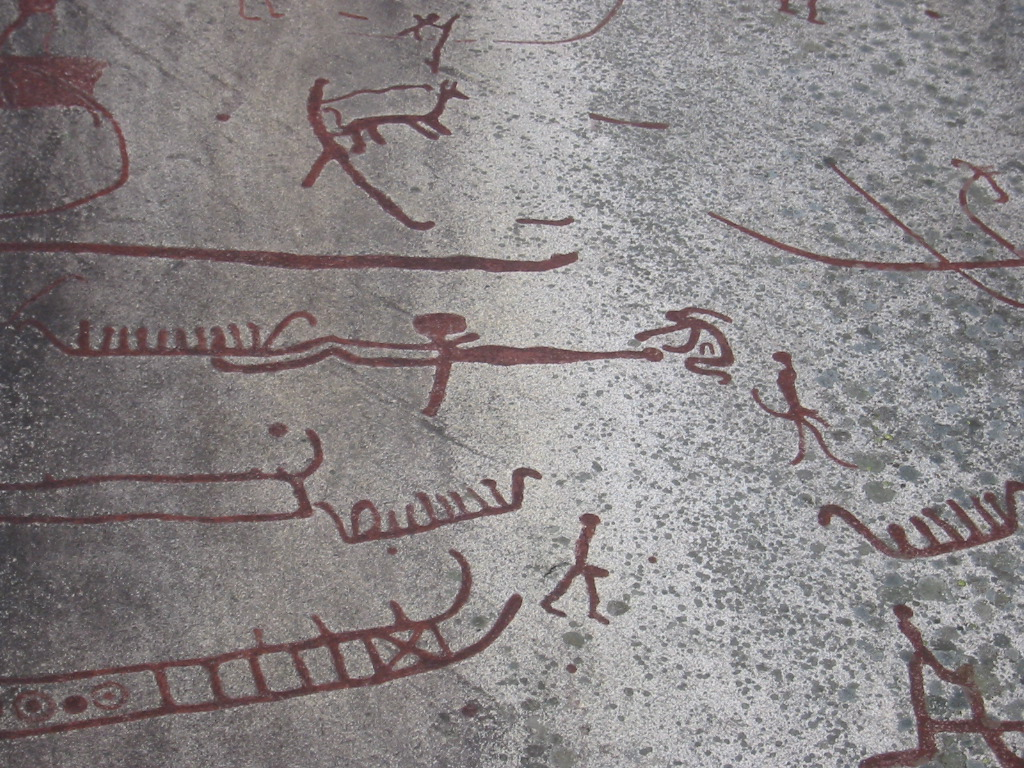
嘆きの女性
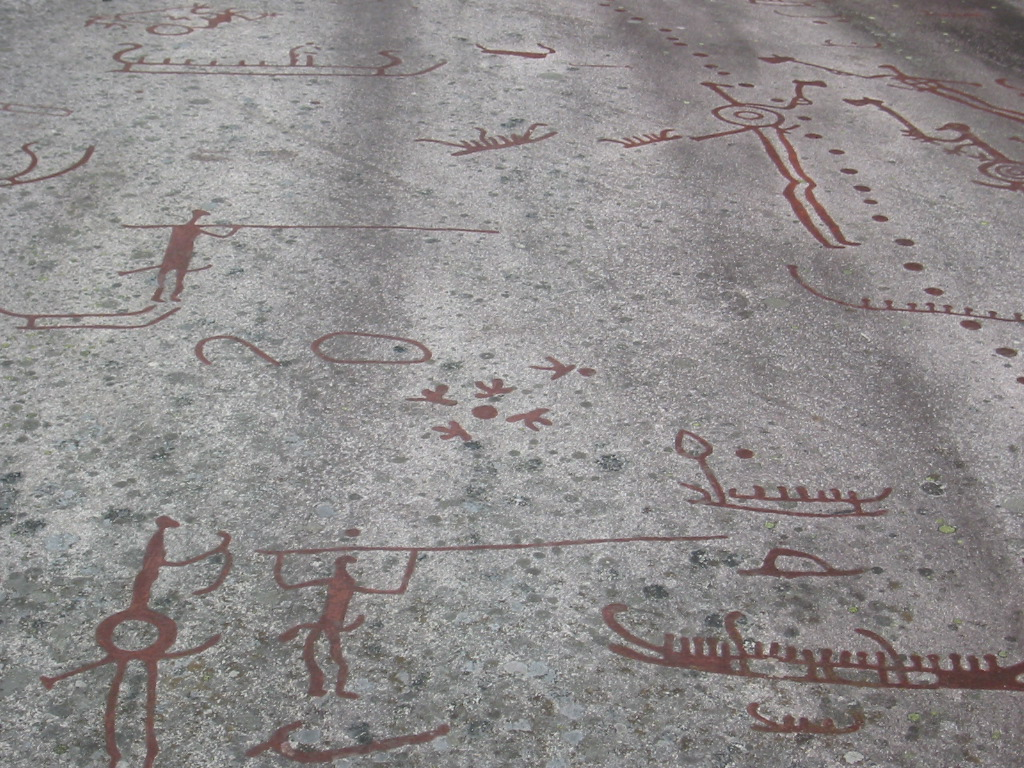
鳥
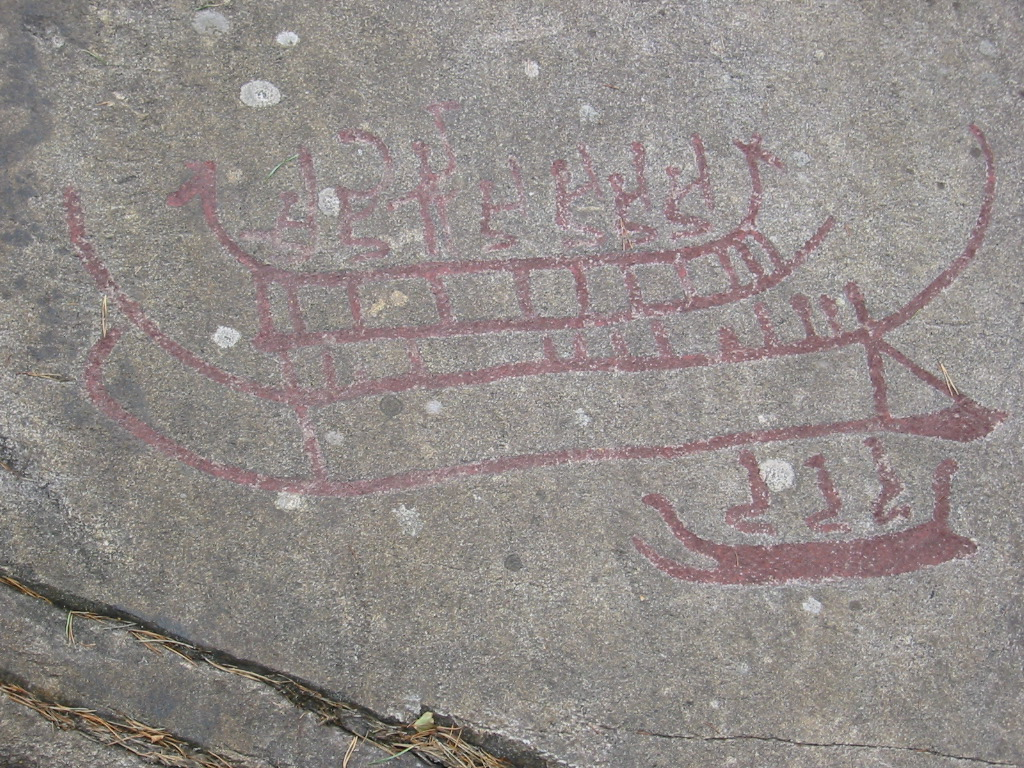
葬送の舟
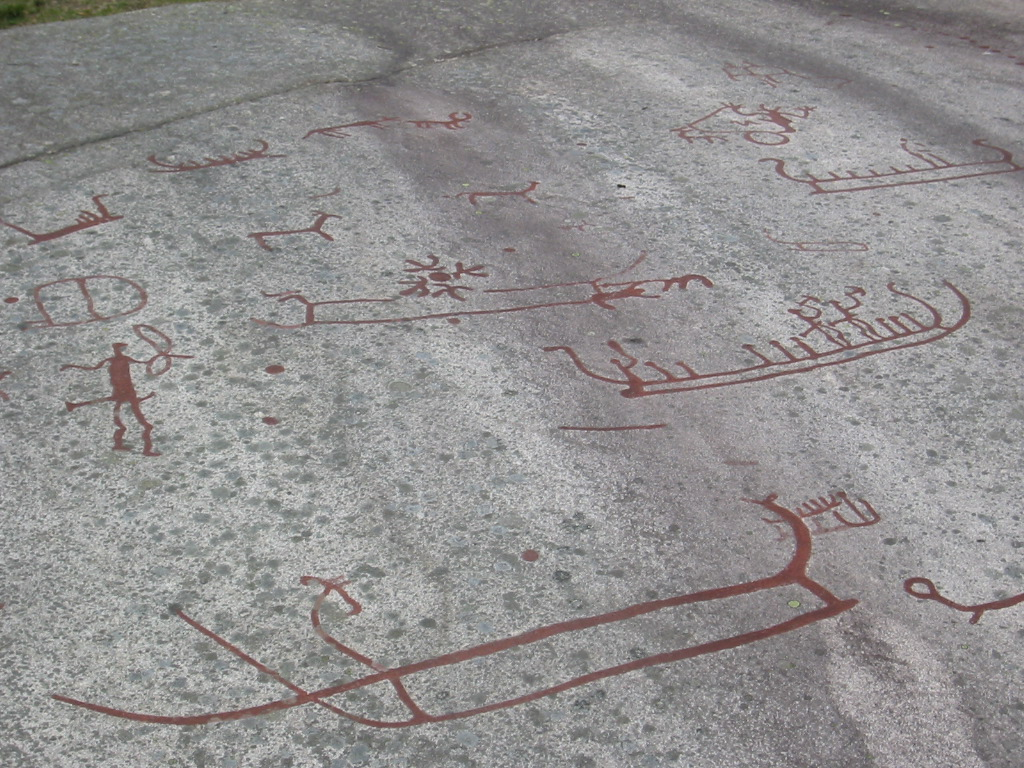
古代戦車
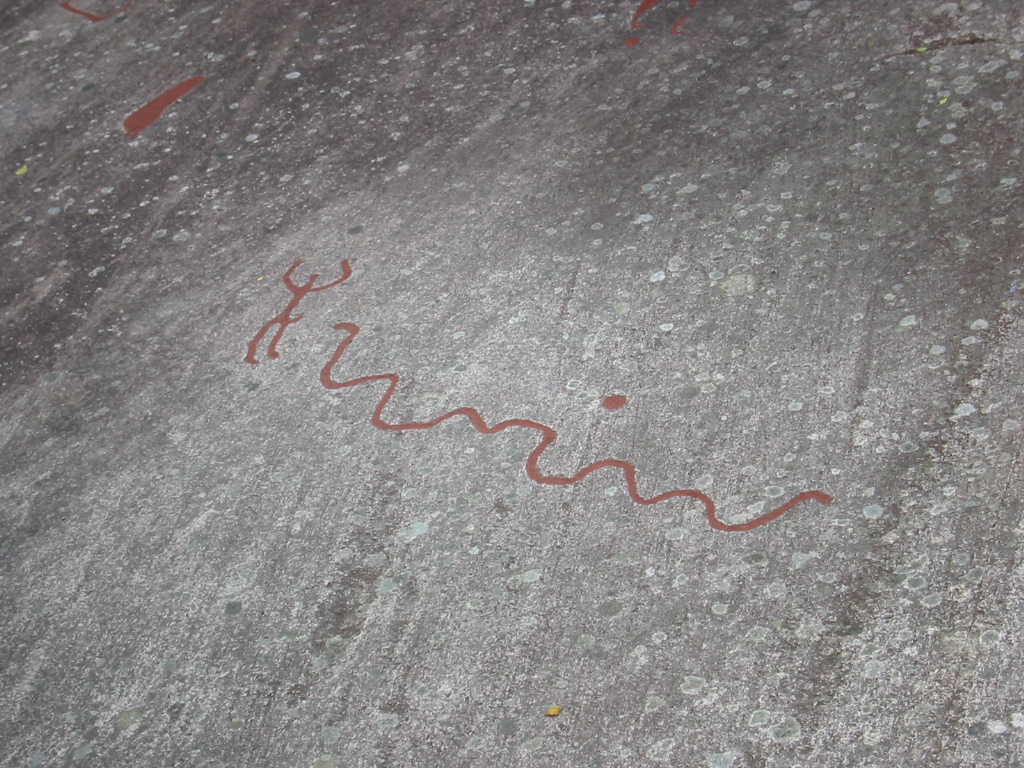
蛇